# 일본 본토 공습
일본 본토 공습(영어: Air raids on Japan, 일본어: 日本本土空襲, にっぽんほんどくうしゅう 닛폰혼도쿠슈[*])은 제2차 세계 대전 당시 일본군에 대한 영국과 미국의 대규모 도시 폭격을 뜻한다. 이 전쟁은 나치 독일의 예처럼 일본을 주저앉히는데 제 몫을 다했다. 1942년 둘리틀 공습을 시작으로 1945년 8월 히로시마 원폭 투하까지 연합군은 일본 주요 도시를 폭격했다. 초기에는 진주만 공격에 대한 보복성이 짙었으나 후기에는 태평양 전쟁의 주요 전선을 보충하는 역할로 전환되었다. 대표적인 공습에는 둘리틀 공습, 도쿄 대공습, 고베 공습 등이 있다. 전쟁 말기에는 소련도 사할린과 슘슈 섬 일대에 폭격을 가했다.

## 배경
1941년 12월 7일, 일본군이 진주만을 공격하면서 미국은 일본에 대한 복수심에 불타 올랐다. 미국은 1942년 1월, 독일과 일본 , 그리고 이탈리아에 선전포고하여 전쟁에 참전하였다. 당시 미국은 대서양 해전과 태평양 전쟁 두 개의 전투를 수행하였는데 태평양 전선에 집중하고 있던 미국은 대서양 해전에서 크게 패배하고 있었다. 또한 미국은 일본에게 크게 패함으로써 태평양의 제해권을 일본에게 넘겨준 상황에서 전세 역전을 꾀해야 했다. 1942년 2월 24일, 일본 함선의 미국 캘리포니아주 산타 바바라의 정유소 포격 이후 미국 대통령이었던 프랭클린 D. 루즈벨트가 도쿄 폭격을 계획함으로써 본격적인 일본 본토 대공습의 막이 올랐다. 1941년 6월 20일 설립된 미국 육군 항공대는 이러한 항공 시설을 담당하고 있었으며, 이들 휘하의 공군 부대는 진주만 공격에 대한 복수심을 바탕으로 꾸준히 연습해왔다.

## 폭격의 시작

### 둘리틀 공습
1942년 4월 18일, 중화민국 정부군과 비밀 회담을 바탕으로 미국 육군 항공대의 제임스 해롤드 둘리틀 중령이 이끄는 항공대가 일본 도쿄 공습을 위해 출병했다. 미국 공군은 도쿄, 가와사키, 요코스카, 고베, 나고야를 공습하여 가옥에 피해를 입혔으나 일본군에게 큰 피해를 입히지는 못하였다. 이 전투에서 승무원 1명이 사망하고, 포로로 잡힌 8명 중 3명은 일본군에 의해 처형되었으며, 2명이 실종되었다. 폭격기는 대부분 중국 동부 지방에 상륙하였으나, 일부는 소련의 블라디보스토크에 착륙하였다. 둘리틀 공습은 일본 본토 공습의 첫 막을 열었으며, 일본 군부에게 충격을 주었고, 일본군이 나리마스 공항을 폭파시키는데 영향을 주었다. 간접적으로는 미드웨이 해전의 원인이 되었다. 소비에트 연방에 착륙한 미군은 얄타 밀약 이후 석방되었다. 이 전투는 소련에도 영향을 주었는데 소련군이 미군 비행기를 회수하였고 이 미군 비행기가 소련의 폭격기 모델에 영향을 주었기 때문이다.

### 쿠릴 열도 폭격

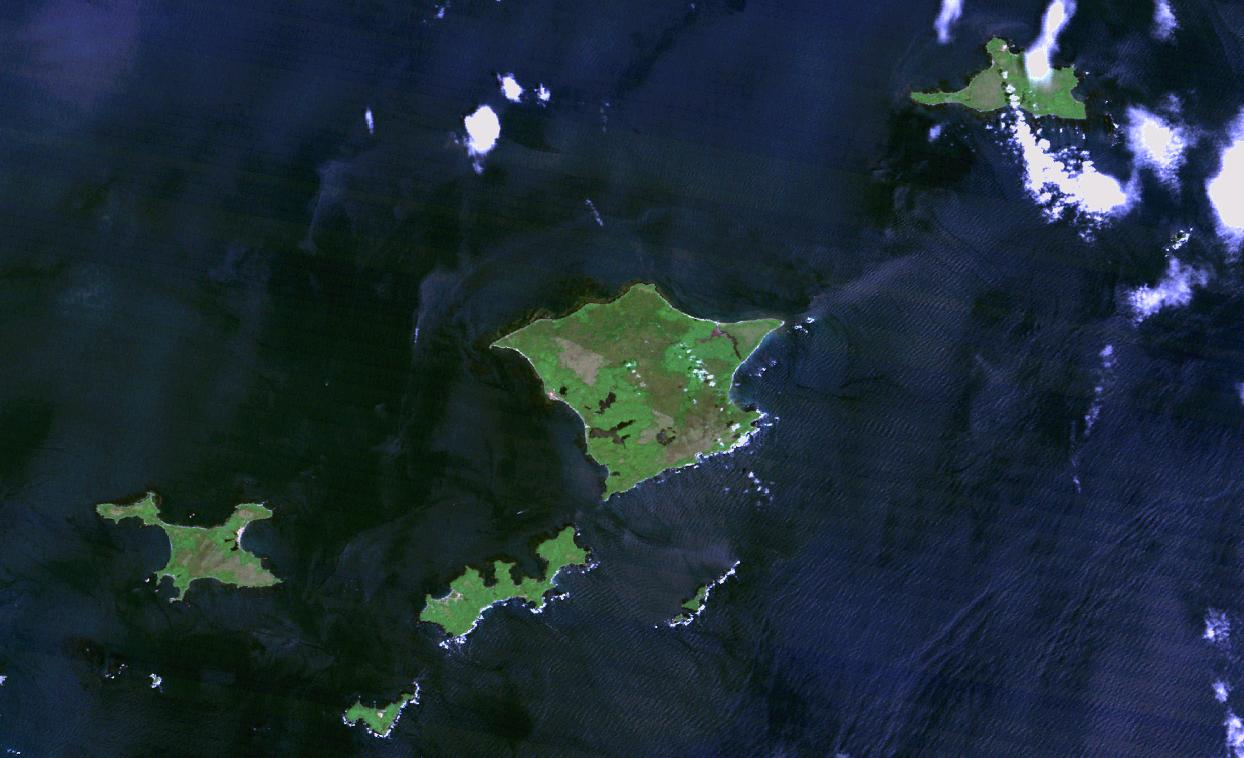
하보마이 군도의 사진

둘리틀 공습이 어느 정도 성공하였고, 미드웨이 해전에서 승리를 거둠에도 불구하고 연합군과 일본군의 세력은 엇비슷했다. 1942년 일본은 이미 중국 본토의 주요 도시들과 동남아시아 대부분을 장악하고 있었다. 미국군은 일본군에게 결정적인 타격을 입히기 위해 두 번째 일본 본토 공습을 감행했는데, 그 장소는 쿠릴 열도였다. 키스카섬 전투와 알류산 열도 전역에서 미군이 승리를 거둠으로써 미군은 일본군을 공격할 기반을 구축하였다. 1943년 6월부터 1943년 11월까지 미군 편대는 쿠릴 열도를 공격했고, 이는 일본군이 홋카이도와 쿠릴 열도에 미군 대항 기지를 건설하게 했다. 1945년 8월에는 소련의 대일선전포고에 따라 참전하여 쿠릴 열도에 지상군과 전투기의 집중 폭격이 자행되고 소련군에 의해 쿠릴 열도 전토가 점령되었다.

## 마터호른 작전
1943년부터 미국은 일본군과의 전투에서 승리하기 시작함으로써 중국 본토와 동아시아 지역에 공습을 하기로 계획하고 있었다. 1943년 연합군은 일본 본토에 대한 전략적 폭격을 위해 엄청난 무게의 폭탄을 실을 수 있는 보잉 B-29 슈퍼포트리스를 인도에 대기시키고 있었다. 이들은 중국 청두와 더 깊은 중국의 본토를 공습하면서 연료의 안정적 유지를 위해 벵골 지방에 공군 기지를 설치했다. 1944년 6월부터 연합군은 일본의 도시들을 공습하면서 맨해튼 작전의 시작을 알렸고, 8월 24일에는 나가사키를 공습했다. 이후 연합군은 오무라에 10월 공습을 가했으나 실패했고, 마지막 공습은 1944년 11월부터 1945년 2월까지 싱가포르에서 시행되었다.